# 渋谷地下鉄ビルデイング
渋谷地下鉄ビルデイング（しぶやちかてつビルデイング）は、東京都渋谷区に所在する建築物である。

## 立地
渋谷駅の北東、明治通り沿いに位置する。北側は美竹通りを挟んでファッションビル「cocoti SHIBUYA」と隣接し、その東隣の美竹公園と東京都児童会館跡では再開発事業が進められている。明治通りを挟んだ西側のMIYASHITA_PARKへは、ビルの前の歩道橋が通じている。この周辺は、かつては宮下町の町名であったが、1966年の住居表示実施に合わせ渋谷一丁目および神宮前六丁目の各一部となった。竣工当初は、渋谷駅に乗り入れている地下鉄は銀座線のみで、本ビルとは約300mほど離れていたが、1978年に半蔵門線、2008年には副都心線が開業し、B1出口で連絡している。傾斜地に建つ関係上、東側は2階が公道に面する。

## 歴史
この地には、帝都高速度交通営団（2004年に民営化し、東京地下鉄株式会社となる。以下、民営化前については営団と略記する。）が地下鉄建設に使用する鋼材を保管する「営団宮下町倉庫」があったが、周囲は繁華街であり、高低差があることから長尺で重量のある鋼材の搬出入作業に支障をきたしていた。東京都は国道246号拡幅に際し、港区元赤坂の豊川稲荷東京別院に近い営団所有地が必要になり、板橋区高島平の代替地と交換。倉庫機能は高島平に移した。営団の子会社の株式会社地下鉄ビルデイングは1970年11月の取締役会で、この土地を賃借し、さらに隣接する郵政互助会の土地を買収してビルを建設する旨を決定した。1972年9月1日に着工したが、東側の日本住宅公団、北側の都営住宅の住民より日照権などの苦情が起きた。交渉を重ねたが解決に至らず、住民側は1973年1月12日、東京地方裁判所に対し建設工事禁止の仮処分申請を行った。4回の審理ののち4月5日に申請が却下されたが、同月24日に東京高等裁判所に控訴された。1974年2月1日に和解が成立し、住民22名に解決金が支払われた。1974年3月15日完成。第一次オイルショックによる物価高騰で工費は当初計画の24億円から29億円に上昇した。

## テナント
東急建設により施工され、同社の本社および東急グループの建材会社東急ジオックス本社が入居する。1992年12月時点では東京都住宅供給公社とオリエンタルコンサルタンツも本ビルに入居していた。1階と2階は飲食店などが入る「渋谷メトロプラザ」で、ニッポンレンタカー渋谷駅東口営業所は2階東側に入居する。